# Synthétase
Les synthétases sont des enzymes appartenant à la classe des ligases. Ces enzymes catalysent des réactions biochimiques qui impliquent la formation de liaisons covalentes entre deux molécules, avec utilisation de l’énergie fournie par l’hydrolyse de l’ATP ou d’autres nucleotides triphosphates. 
Prenoms l’exemple de la glutamine synthetase: 
Cette enzyme catalyse la conversion de glutamate en glutamine, fixant un amide grâce à l’énergie de l’ATP. 
Souvent confondues avec les synthases, elles se différencient de ces dernières par l'utilisation d'un nucléotide triphosphate tel que l'ATP pour catalyser une réaction. Une synthase n’a pas besoin d’ATP pour produire une reaction, tandis que la synthètase produit forcément un nucleotide triphosphate tel que l’ATP.